# 헤르만 오베르트
헤르만 오베르트(Hermann Oberth, 1894년 6월 25일 ~ 1989년 12월 28일)는 오스트리아-헝가리(현재는 루마니아) 출신의 독일 로켓 과학자이며 예비역 독일 제국 육군 군의관 대위이다.

## 학력
- 독일 뮌헨 대학교 의과대학 의학사 졸업 (내과 전공)
- 루마니아 바베슈 보여이 국립 강습원 예하 부설 이과대학원 물리학과 이학석사 졸업

## 주요 이력
오베르트는 1894년 6월 25일, 오스트리아-헝가리 헤르만슈타트(현재의 루마니아 시비우)의 트란실바니아 작센인 집안에서 태어났다. 당초에, 오베르트는 뮌헨 대학에서 의학을 공부하고 있었지만, 제1차 세계 대전이 발발하여 1915년 독일 제국 육군 군의관 중위 임관하여 군의관으로 종군하였고 1917년 독일 제국 육군 군의관 대위 임관하였으며 1926년 독일 제국 육군 군의관 대위 예편하였다. 그 후, 그는 물리학을 배워 로켓의 연구에 흥미를 가지게 된다.
1923년, 《행성 공간으로의 로켓》(Die Rakete zu den Planetenraumen)으로 불리는 저서를 발표해, 우주에서의 비행이 어떻게 하면 가능한가 하는 원리를 나타내었다. 1929년에는 이것을 가필한 《우주여행에의 길》(Wege zur Raumschiffahrt)을 발표했다. 1927년 7월, 브로츠와프 우주여행 협회(VfR, Verein fr Raumschiffahrt)가 설립되었다. 1929년, VfR에 참가하고 있던 베르너 폰 브라운 등과 함께 로켓의 개발에 착수한다. 나치 정권 하에서는, V2로켓의 개발에도 성공했다.
제2차 세계 대전 후에는, 이탈리아에서 로켓의 연구를 하고 있었지만, 1955년~1958년에는 베르너 폰 브라운이 초대해 미국에 건너가, 로켓 및 미사일 연구를 실시했다.
오베르트는 1962년 68세의 나이로 은퇴해 유럽으로 돌아갔다. 1969년 7월, 그는 인류 최초로 달에 착륙하는 아폴로 11호의 발사를 보기 위해 미국으로 돌아왔다.
오베르트는 뉘른베르크에서 1989년 12월 28일 사망했다.

## 같이 보기
- 로버트 고다드
- 우주 공간
- 콘스탄틴 치올콥스키